# Киршнер, Сала
Сала Киршнер (5 марта 1924, Сосновец — 8 марта 2018, Манхэттен, Нью-Йорк) — выжившая при Холокосте женщина, чья переписка с друзьями и родственниками времён Холокоста была превращены в выставку Нью-Йоркской публичной библиотеки, а затем в книгу «Дар Салы», в которой описывались её переживания. Книга была переведена на семь языков и в 2013 году превращена в пьесу Арлин Хаттон.

## Ранний период жизни
Киршнер, урождённая Сала Гарнцарц, родилась в Сосновце, Польша, в семье Йозефа Гарнцарца, раввина и учителя, и Ханы, урождённой Фельдман. У неё было одиннадцать братьев и сестер, восемь из которых были живы в 1940 году. Она посещала религиозную школу Бейт-Яаков Сарры Шенирер, в своей государственной школе говорила по-польски, а дома — на идише и иврите.

## Холокост
Когда Киршнер было 16 лет, Германия вторглась в Польшу. В 1940 году старшая сестра Киршнер Райзель получила повестку на работу в немецкий трудовой лагерь; Сала вызвалась поехать вместо сестры, и 28 октября 1940 года её отвезли в Гепперсдорф, где еврейские рабочие-мужчины строили новые участки автобана, а женщины выполняли работу по дому, чистили картофель и пришивали свастики на немецкую форму. Киршнер провела пять лет в семи трудовых городках сети Организации Шмельта. Условия были жестокими, но заключенным разрешалось отправлять и получать почту в качестве инструмента пропаганды. Письма должны были быть написаны на немецком языке и пройти через немецкую цензуру.
В это время она переписывалась со многими друзьями и родственниками, недолго вела дневник. В её письмах документируется жизнь в лагерях, включая голод и тиф. В письмах также рассказывается о её дружбе с Алой Гертнер, которая позже была повешена в Освенциме за участие в восстании зондеркоманды в Освенциме в 1944 году, а также о её романтической дружбе с Гарри Хаубенштоком. Киршнер сохранила эти письма, спрятав их в нишах казарм или закопав в землю, хотя ей грозило наказание, если бы они были обнаружены. Она держалась за них, потому что они были её единственной связью с семьей, которую, как она считала, она никогда больше не увидит.
Киршнер была освобождена Советской Армией 7 мая 1945 года и воссоединилась со своими двумя оставшимися сестрами, Блимой и Райзел. Её родители были убиты в Освенциме. Она встретила Сидни Киршнера, американского солдата-еврея, на службе Рош ха-Шана вскоре после окончания войны. Они поженились гражданским браком в немецком Ансбахе в день её 22-летия в 1946 году и справили религиозную церемонию три месяца спустя, 7 июня. Они переехали в Восточный Гарлем, Джэксон-Хайтс, а затем в Монси, штат Нью-Йорк, где вырастили троих детей.

## Подарок Салы
В 1991 году, перед тройным шунтированием сердца, во время которого она боялась умереть, Сала подарила своей дочери Анне Киршнер коробку из-под обуви, содержащую 350 писем, открыток и фотографий из её переписки во время войны, написанных на идиш, польском и немецком языках. Они были выставлены на выставке в Нью-Йоркской публичной библиотеке в 2006 году. Позже в том же году Анна Киршнер опубликовала книгу «Подарок Салы», в которой были задокументированы переживания её матери. В 2013 году по книге была написана пьеса Арлин Хаттон «Письма к Сале»; по состоянию на 2018 год спектакль был сыгран более 100 раз.

## Смерть и наследие
Киршнер умерла 7 марта 2018 года в Нью-Йорке от застойной сердечной недостаточности. Её муж Сидни умер семь месяцев спустя, 16 октября. У них остались сын Дэвид и дочь Анна, восемь внуков и семь правнуков. Раньше, чем супруги, скончался их сын Джозеф, который умер в 2004 году.